# Municipio de Margaret
El municipio de Margaret (en inglés: Margaret Township) es un municipio ubicado en el condado de Ward en el estado estadounidense de Dakota del Norte. En el año 2010 tenía una población de 85 habitantes y una densidad poblacional de 0,91 personas por km².

## Geografía
El municipio de Margaret se encuentra ubicado en las coordenadas 48°24′28″N 101°6′52″O / 48.40778, -101.11444. Según la Oficina del Censo de los Estados Unidos, el municipio tiene una superficie total de 93.5 km², de la cual 93,31 km² corresponden a tierra firme y (0,2 %) 0,19 km² es agua.

## Demografía
Según el censo de 2010, había 85 personas residiendo en el municipio de Margaret. La densidad de población era de 0,91 hab./km². De los 85 habitantes, el municipio de Margaret estaba compuesto por el 98,82 % blancos, el 1,18 % eran afroamericanos. Del total de la población el 0 % eran hispanos o latinos de cualquier raza.